# Universidade de Juba
A Universidade de Juba (em árabe: جامعة جوبا) é uma universidade pública da língua inglesa localizada em Juba, Sudão do Sul.  Foi fundada em 1975 pelo antigo vice-presidente e presidente do Sudão do Sul, Abel Alier Kwai.  A universidade foi temporariamente transferida para Cartum como resultado da Segunda Guerra Civil Sudanesa e voltou para Juba em julho de 2011, depois que o Sudão do Sul obteve a independência.   É conhecida a universidade mais bem classificada do Sudão do Sul.   O atual vice-chanceler é o professor Robert Mayom Deng

## Escolas
- Escola de Serviço Público
- Faculdade de Medicina
- Escola de Negócios e Gestão
- Faculdade de Direito
- Escola de Educação
- Escola de Arte, Música e Drama
- Escola de Estudos Sociais e Econômicos
- Escola de Engenharia
- Escola de Estudos Comunitários e Desenvolvimento Rural
- Escola de Artes e Humanidades
- Escola de Ciências da Computação e Tecnologia da Informação
- Escola de Ciências Aplicadas e Industriais
- Escola de Recursos Naturais e Estudos Ambientais
- Faculdade de Medicina Veterinária
- Escola de Jornalismo, Mídia e Comunicação
- Escola de Matemática
- Escola de Petróleo e Minerais
- Escola de Laboratório Médico
- Escola de Enfermagem
- Escola de Saúde Pública
- Escola de Arquitetura
- Escola de Gestão de Turismo e Hotelaria

## Centros especializados
- Centro de Desenvolvimento de Recursos Humanos e Educação Continuada [7]
- Centro de Línguas e Tradução
- Centro de Educação a Distância
- Centro para a Paz e o Desenvolvimento
- Centro de Tradução e Línguas
- Centro STEM e Vocacional
- Centro ODEL

## Institutos
- Instituto de Estudos de Paz, Desenvolvimento e Segurança
- Instituto Nacional de Liderança Transformacional
- Instituto francês

## Faculdades
- Faculdade Comunitária Cuajoque [8]
- Faculdade de Pós-Graduação